# 北ダバオ州

北ダバオ州の位置

北ダバオ州（きたダバオしゅう、英語: Province of Davao del Norte）またはダバオ・デル・ノルテ州は、フィリピン南部ミンダナオ島にある州で、ダバオ地方（Davao Region, Region XI）に属している。
東部にダバオ・デ・オロ州、南西部に南ダバオ州、西部に北ミンダナオ地方のブキドノン州、北部にカラガ地方の南アグサン州と接している。南部の海はダバオ湾が広がっている。面積は3,463.0km2、人口は1,016,332人（2015年）、州都はタグム（Tagum）である。

## 歴史
フィリピン独立当時、現在のダバオ地方には単一のダバオ州があり、その州都はダバオだった。1967年に北ダバオ州、南ダバオ州、東ダバオ州の3つに分けられた。ダバオ市は南ダバオ州に属した（ただし南ダバオ州の州都はディゴス）。1996年に北ダバオは22の自治体から構成されていた。フィデル・ラモス大統領時代の1998年に北ダバオ州からコンポステラ・バレー州（後にダバオ・デ・オロ州に改称）が分割された。残った北ダバオ州はタグムを州都とし、新たにサマル市が作られた。新しい北ダバオ州は8つの自治体、2つの都市（タグムとサマル）、223のバランガイから構成された。2001年にはパナボが3番目の市に昇格した。
北ダバオは古くは南ミンダナオ地方に属していた。2001年に地方の再構成が行われて南ミンダナオ地方はダバオ地方と改称され、一部が新設されたソクサージェン地方に移された。